# Jezioro Dobre (województwo pomorskie)
Jezioro Dobre – jezioro polodowcowe w Polsce, położone na Pobrzeżu Kaszubskim, na północnym skraju Puszczy Darżlubskiej i na północ od Piaśnicy Wielkiej (województwo pomorskie, powiat pucki, gmina Puck).

## Charakterystyka
W pobliżu zachodniej linii brzegowej jeziora przebiega szosa z Wejherowa do Krokowej (droga wojewódzka nr 218).
Powierzchnia jeziora wynosi 20,6 ha. Na jeziorze jest niewielka zadrzewiona niezamieszkana wyspa. W północnej części jeziora, przy cyplu znajduje się parking leśny, przy nim niewielka plaża niestrzeżona.